# Julian Sochocki
Julian Karol Sochocki (em russo:  Юлиан Васильевич Сохоцкий; em polonês/polaco:  Julian Karol Sochocki; Varsóvia, Polônia do Congresso, Império Russo, 2 de fevereiro de 1842 – Leningrado, União Soviética, 14 de dezembro de 1927) foi um matemático russo-polonês. Seu nome é algumas vezes transliterado do russo em diferentes formas (por exemplo Sokhotski ou Sochotski).

## Formação e carreira
Sochocki nasceu em Varsóvia sob o domínio russo em uma família polonesa, onde frequentou o ginásio estatal. Em 1860 registrou-se no departamento de física matemática da Universidade de São Petersburgo. Seus estudos lá foram interrompidos no período 1860–1865 por causa de seu envolvimento com o movimento nacionalista polonês: ele teve que retornar a Varsóvia para escapar do processo.
Em 1866 graduou-se no Departamento de Física e Matemática da Universidade de São Petersburgo. Em 1868 obteve o título de mestre e em 1873 o doutorado. Sua dissertação de mestrado, praticamente o primeiro texto na literatura matemática russa sobre o método de resíduos de Cauchy, foi publicada em 1868. A dissertação em si contém muitas interpretações originais, que também foram atribuídas a outros matemáticos. Sua tese de doutorado contém o fundamental teorema de Sokhotski–Plemelj.
A partir de 1868 Sochotcki lecionou na Universidade de São Petersburgo, primeiro como "docente privado", a partir de 1882 como professor ordinário e a partir de 1893 como professor emérito. Em 1894 foi eleito membro correspondente da Academia Polonesa de Artes e Ciências.
Sochocki morreu em 14 de dezembro de 1927 em uma casa de repouso em Leningrado.

## Publicações selecionadas
- Теорiя интегральныхъ вычетовъ с нѣкоторыми приложенiями (A Theory of Integral Residues with Some Applications) (1868)
- Объ определенныхъ интегралахъ и функцiяхъ употребляемыхъ при разложенiяхъ въ ряды (On Definite Integrals and Functions Used in Series Expansions) (1873)
- О суммахъ Гаусса и о законе взаимности символа Лежандра (On Gauss Sums and the Reciprocity Law of the Legendre Symbol) (1877)
- Высшая алгебра (Higher Algebra) (St. Petersburg, 1882)
- Теорiя чиселъ (Number Theory) (St. Petersburg, 1888)
- Начало общего наибольшего делителя въ применении к теорiи делимости алгебраическихъ чиселъ (The Principle of the Greatest Common Divisor Applied to Divisibility Theory of Algebraic Numbers) (1893)